# Psyco
Psyco（普斯科）是 Python 语言的一个扩展模块，可以即时对程序代码进行专业的算法优化，可以在一定程度上提高程序的执行速度，尤其是在程序中有大量循环操作时。最早被 Armin Rigo 开发，后来由 Christian Tismer 维护并继续完善。
Psyco 可以在 32位元 的 GNU/Linux、BSD、Mac OS X、Microsoft Windows 平台上运行。Psyco 使用 C語言 编写，只针对32位元平台进行了编码。目前开发工作已经停止，由 PyPy 所接替，同时 PyPy 也提供针对 64位元 系统的支持。Psyco 可以在 Python解释器 编译代码时自动优化，将其使用C实现，并针对循环操作进行一些特殊的优化。经过这些优化，程序的性能将会得到提升，在跨平台环境下尤为明显。

## 性能提升
对于密集计算型程序，Psyco 可以显著提升程序的执行速度。实际的提升决定于程序的具体实现，曾经有人获得了高达100倍的提升，也有的时候因为需要额外加载 Psyco 模块反倒带来了轻微的性能下降。
经过调查，在典型的应用上，Psyco 平均可以提供 1.5至4 倍的性能提升。这帮助 Python 的性能达到了 Smalltalk 和 Scheme 的水準，但是仍然 Fortran 与 C这样的编译语言，或是一些 JIT 语言如 C# 和 Java有所差距。
Psyco 宣称自己是非常易用的，事实也确实如此。最简单的 Psyco 优化只需要在程序开始处放置两行代码：
```
import
 
psyco

psyco
.
full
()

```

这两行指令会让 Python解释器 加载 Psyco 模块，并对接下来的脚本进行优化。对于小的程序来说，这相当的方便；但是大型工程来说，加入这些的工作量并不低，通常可以借助自动化脚本来完成。

## 进一步的动态
在2009年7月17日，Christian Tismer 宣布了 Psyco V2 的计划。 然而，在2012年3月12日，Psyco 项目主页上宣布 Psyco 停止维护并正式结束，由 Pypy 所接替。

## 引用
1. ↑  .   [2008-04-24]. （原始内容存档于2008-06-06）.
2. ↑  .   [2009-03-04]. （原始内容存档于2019-11-29）.
3. ↑  .   [2009-03-04]. （原始内容存档于2009-03-11）.
4. ↑  .   [2009-03-04]. （原始内容存档于2012-07-05）.
5. ↑  .   [2009-10-16]. （原始内容存档于2011-06-03）.
6. ↑  Rigo, Armin. . The Ultimate Psyco Guide.   [3 June 2011]. （原始内容存档于2011-05-07）.
7. ↑  .   [2013-04-18]. （原始内容存档于2009-07-20）.
8. ↑  .   [2013-04-18]. （原始内容存档于2020-05-16）.

## 參閱
- Cython
- PyPy
- Unladen Swallow
- YARV (Yet another Ruby VM)